# Aprilia SX 50

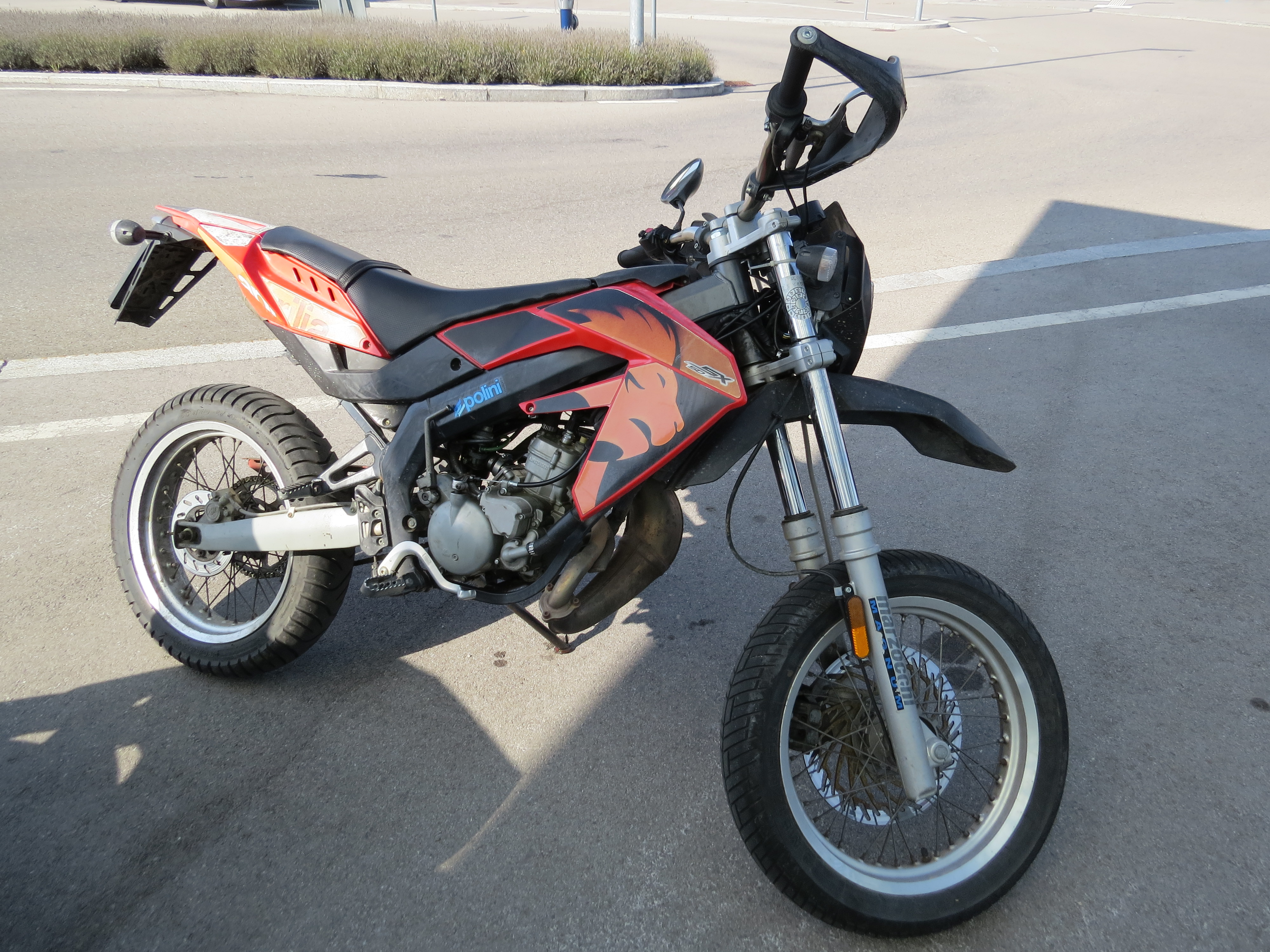
2006: Red Lion

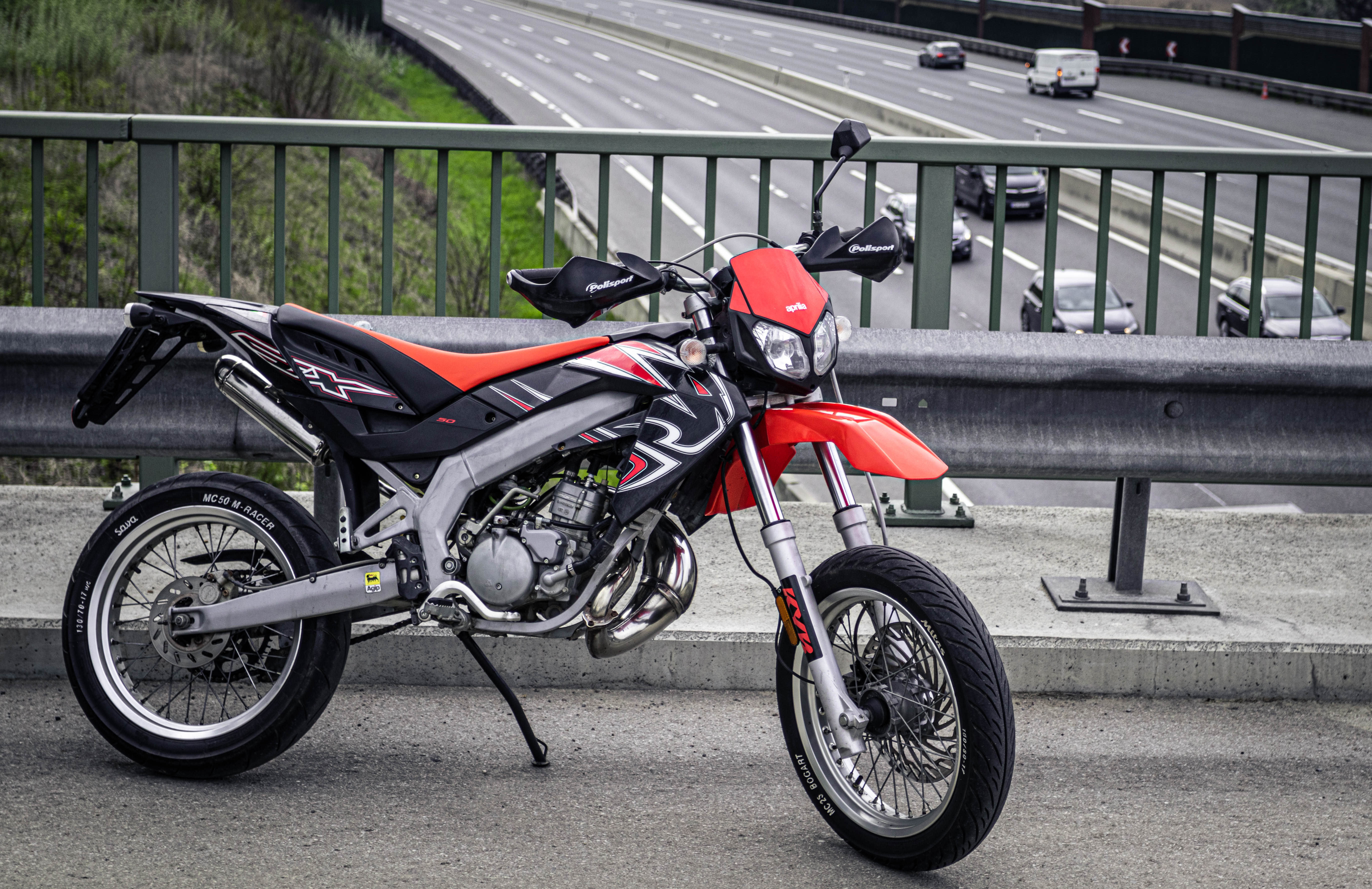
2008: Off Black, oft auch „Dark Lion“ genannt

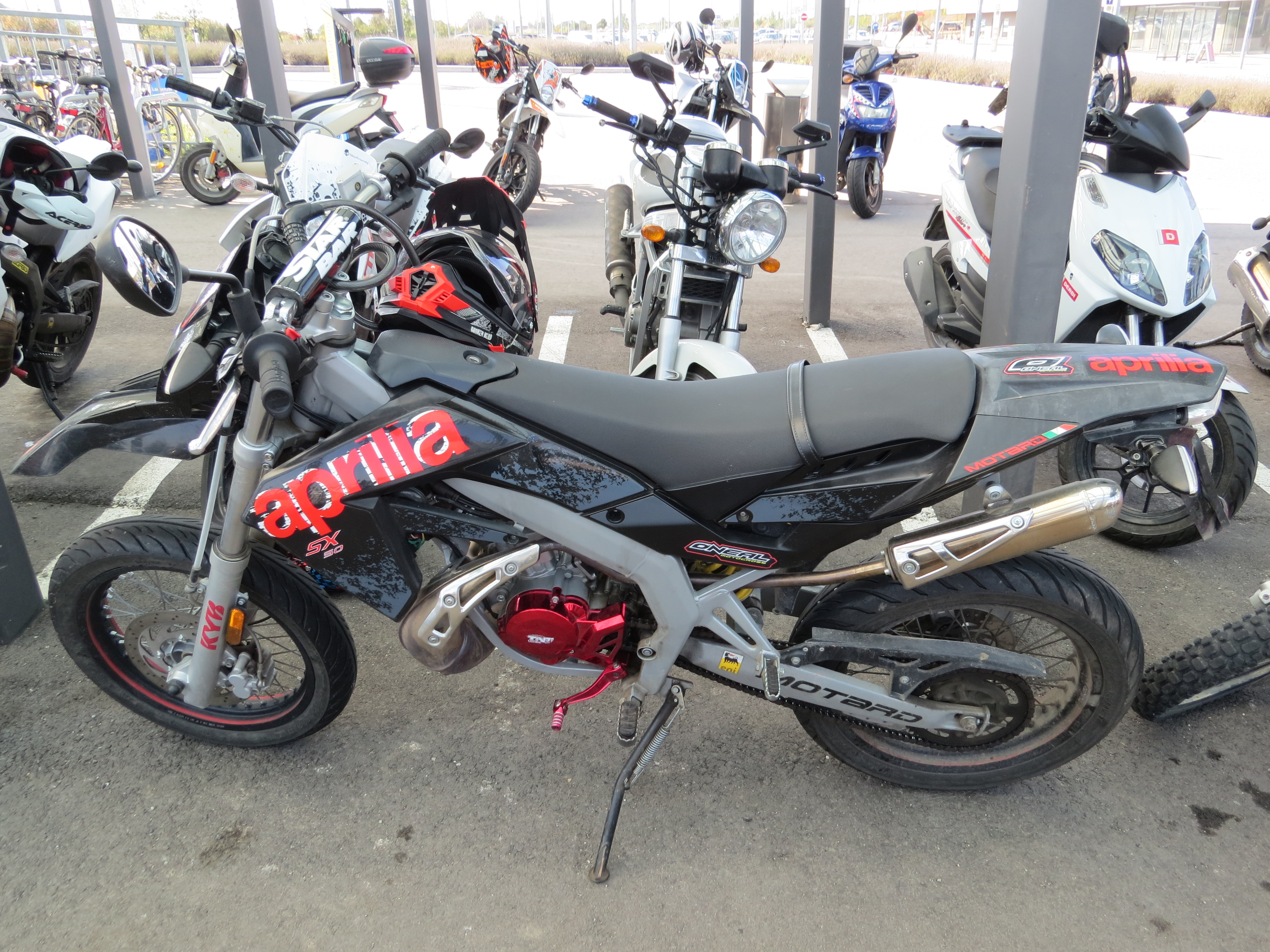
2011

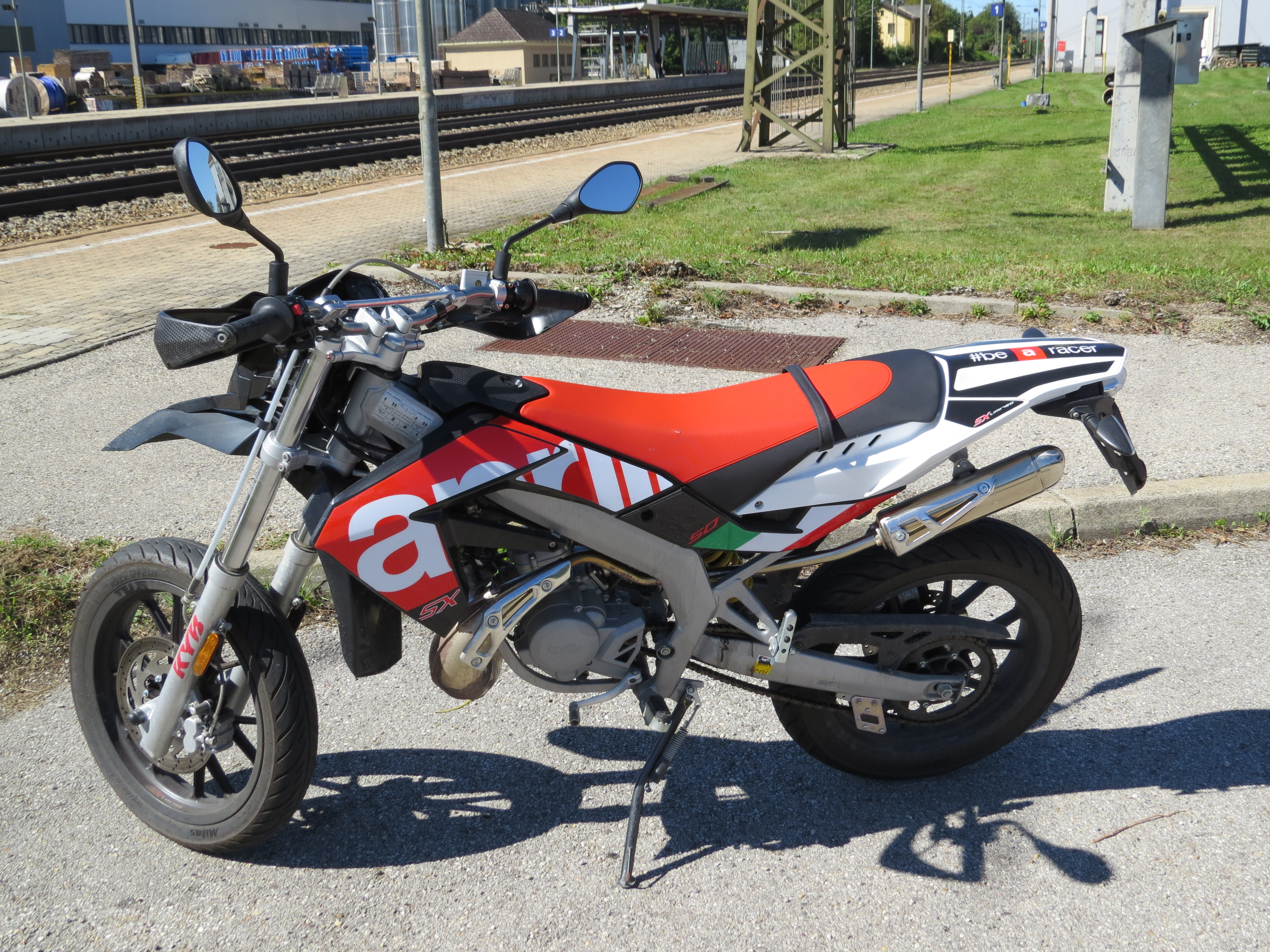
2016

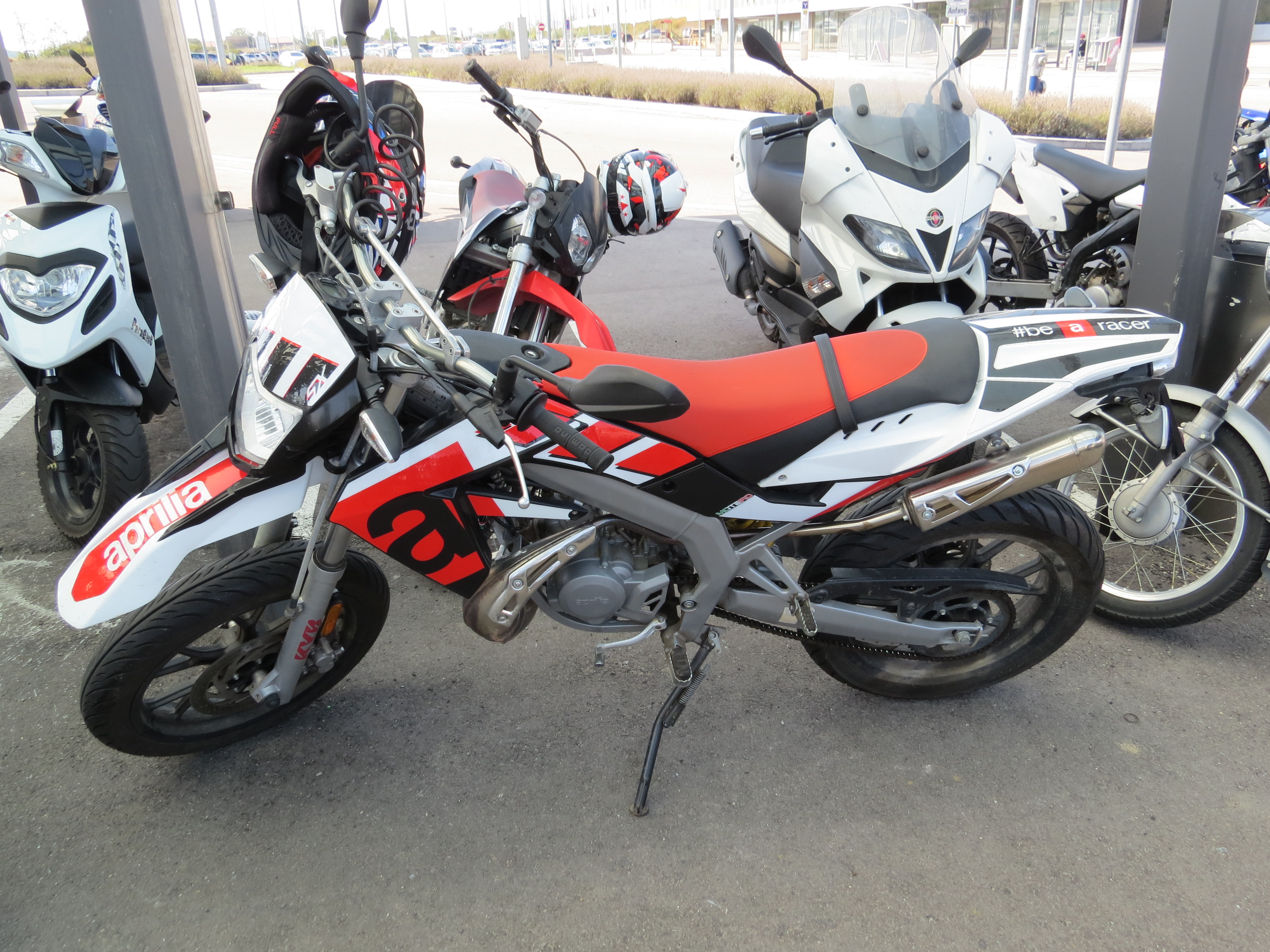
2017

Die Aprilia SX 50 ist ein von Piaggio seit 2006 produziertes Moped, welches technisch baugleich mit der Derbi Senda ist. Seit 2006 veränderte sich fast jährlich die Optik. Vorgänger ist die Aprilia MX 50.
| Aprilia                | Aprilia                                                            |
| ---------------------- | ------------------------------------------------------------------ |
| Hubraum                | 49 cm³                                                             |
| Motor                  | D50B0 1-Zylinder Zweitaktmotor                                     |
| Bohrung × Hub          | 39,86 × 40 mm                                                      |
| Verdichtungsverhältnis | 11,5 : 1                                                           |
| Vergaser               | Dell’Orto PHVA 17,5                                                |
| Primärübersetzung      | 11:53                                                              |
| Gangübersetzungen      | 1. 11:34 2. 15:30 3. 18:27 4. 20:24 5. 22:23 6. 23:22              |
| Vorzündung             | 1,2 mm v.OT                                                        |
| Vorderradbremse        | Hydraulische Scheibenbremse Ø 300 mm (bis 2010) Ø 260 mm (ab 2011) |
| Reifendimensionen      | Vorne 100/80/17 Hinten 130/70/17                                   |
| Benzintank             | 7 Liter (1,3 Reserve)                                              |
| 2-Takt-Öltank          | 1 Liter (0,25 Reserve)                                             |
| Länge                  | 2040 mm                                                            |
| Radstand               | 1406 mm                                                            |
| Breite                 | 825 mm                                                             |
| Höhe                   | 1145 mm                                                            |
| Höchstgeschwindigkeit  | 45 km/h                                                            |